# Paralampona domain
Paralampona domain is een spinnensoort uit de familie Lamponidae. De soort komt voor in het zuidoosten van Australië en Tasmanië.